# Afif-Abad-Garten (Schiras)

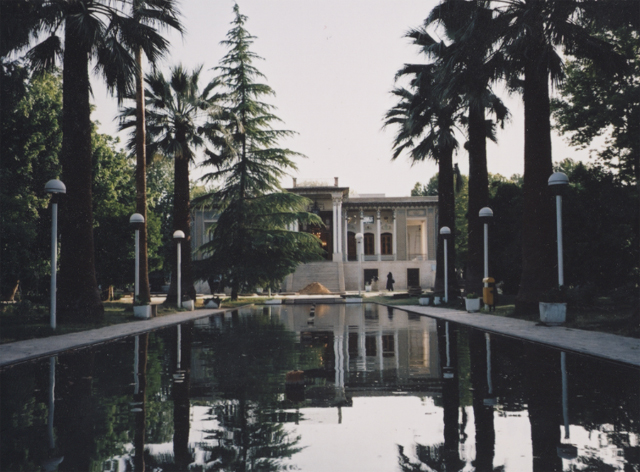
Der Afif-Ābād Garten

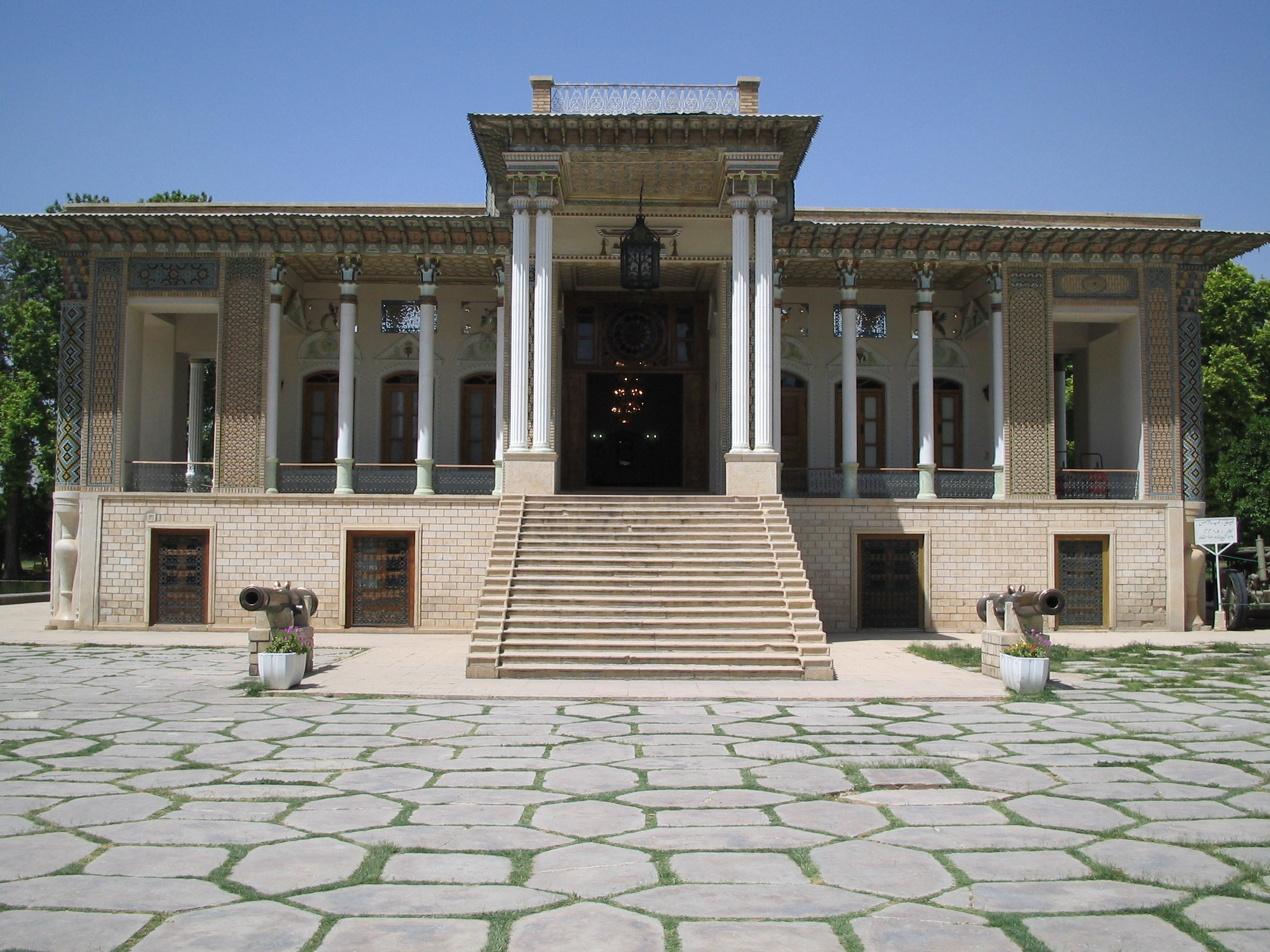
Afif-Ābād

‘Afīf-Ābād (Bāgh-e Afif-Ābād, persisch باغ عفیف‌آباد, übersetzt Afif-Abad-Garten, oder auch Bāgh-e Golschan, persisch باغ گلشن) ist der Name einer 127 000 m² großen Gartenanlage im Distrikt Afif-Abad im westlichen Teil der Stadt Schiraz in Iran.

## Haupthaus
Das Haupthaus des Gartens wurde 1863 durch Mirza Ali Mohammad Khan Qavam im Architekturstil der Kadscharen unter Verwendung achämenidischer Baustilelemente erbaut und 1962 restauriert. 
Die Terrasse des Hauptgebäudes schmücken Reliefs mit Motiven aus Persepolis sowie Blumenreliefs und Kacheln mit Darstellungen aus dem Schāhnāme. Das der Öffentlichkeit zugängliche Hauptgebäude dient heute als Militär-Museum mit Waffen aus allen Epochen der Persischen Geschichte.

## Garten
Der ummauerte Garten beherbergt Bäume wie Zypressen, Tannen, Kiefern, Weiden und Orangenbäume sowie zwei Wasserbecken mit Fischen. 
Der Limak-Strom, der im 15 km entfernten Qasr-e Qomsheh entspringt, bewässert den Garten.